# Inoreader
Inoreader Es un lector de RSS basado en contenido, un servicio en la nube para navegadores de web y dispositivos móviles iOS y Android. Recopila feeds de noticias de fuentes en línea en un diseño unificado para el usuario permitiendo la personalización y colaboración con otros. Inoreader fue lanzado en 2013 por Innologica.

## Historia
En 2012, Ivo Djokov y Yordan Yordanov cofundaron Innologica Ltd. Empezaron trabajar en un proyecto, Inoreader después de leer en 2012 especulaciones sobre el cierre del Lector de Google. Los fundadores buscan crear una plataforma que use feeds RSS, lectura de contenido, interfaz amigable para el usuario, y con integración de redes sociales para conectar usuarios con la información que estos encuentren interesante. En 2013, Inoreader fue oficialmente lanzado en tres versiones: Básico, Plus, y Profesional el cual soporta RSS y Atom.
Después del lanzamiento inicial, varios desarrolladores se unieron al proyecto e Innologica abrió su API para ellos. La API fue pensada mayormente para desarrolladores y no para los usuarios de aplicación.

## Interfaz
La interfaz de aplicación cambio varias veces desde una versión temprana, optimizandola para una amplia gama de dispositivos y navegadores. La aplicación requiere registro y puede ser configurada para recopilar feeds a intervalos regulares. A finales de 2013, Inoreader fue actualizado en cuanto a experiencia de usuario y diseño. Aparte de la función básica de contenido y lector de feeds, Inoreader proporciona funciones adicionales, algunas de esas características son
- Automatizado de tareas específicas con reglas internas
- Guardado de páginas web para leer más tarde
- Búsqueda en todos los feeds indizados, no sólo suscripciones[8]
- Creación de búsquedas actualizadas en artículos nuevos que contengan palabras concretas
- Organización de feeds en carpetas y etiquetas[9]
- Importación manual de feeds desde otros agregadores
- Muestra extendida del contenido del artículo
- Descargas en PDF
- Compartición en redes sociales e internamente en la plataforma
- Archivo completo de elementos pasados en las suscripciones del usuario

### Organización
Para un mayor control sobre la interfaz del lector y cómo funcionan las cosas, el usuario puede acceder al menú de preferencias y controlar varios aspectos del comportamiento de la aplicación desde la pestaña de Lectura. El usuario puede ordenar la lista por fecha o relevancia. También pueden escoger el diseño de feeds y carpetas. Las carpetas organizan las suscripciones y las etiquetas sirven para organizar artículos diferentes manualmente.

### Aplicaciones Android e iOS
En julio de 2013, Innologica liberó una aplicación para Android y en julio de 2014 lanzaron la aplicación para iOS. La aplicación es libre de ser utilizada para todos los usuarios, mientras que la funcionalidad depende del tipo de cuenta. La aplicación sincroniza los feeds para toda la cuenta, por lo que los lectores pueden continuar con leyendo artículos no leídos tal como los dejaron en la plataforma web. En febrero de 2016, la aplicación tiene una clasificación de 4.3 sobre 5 en Google Play y 5 sobre 5 en iTunes.

### Aplicaciones de navegador web
En abril de 2013, Innologica lanzó las extensiones para Google Chrome, Safari, Firefox y Opera. Inoreader se integra en el navegador web, donde todos los feeds pueden ser leídos y filtrados. El usuario puede utilizar la extensión para suscribirse a fuentes o salvar páginas web. La extensión tiene una clasificación de 4.79 sobre 5 en la Chrome Web Store.

## Recepción
Las revisiones tempranas de la aplicación han sido mayoritariamente positivas. Está considerada una de las principales alternativas a Google Reader y su IU es muy similar. Ha sido alavado mayoritariamente por la amplia variedad de funciones diferentes que proporciona a los usuarios, la mayoría de ellas incluidas en el plan Básico gratuito pero con uso limitado. En 2015, Innologica monetizó su aplicación e introdujo anuncios en su plataforma, lo cual fue inicialmente criticado por sus usuarios. La compañía más tarde anunció que los anuncios pueden ser eliminados, si se opta por un plan de pago.